# Łapacina (obwód mohylewski)
Łapacina (biał. Лапаціна) – wieś na Białorusi, w obwodzie mohylewskim, w rejonie mścisławskim nad rzeką Białą Natopą.

## Historia
Przed 1500 ks. Michał nadał dobra Łopacin w księstwie mścisławskim Bohdanowi Łopacińskiemu za zasługi jego ojca Wilhelma w bitwie pod Grunwaldem. Od 1527 w starostwie mścisławskim, od 1566 w woj. mścisławskim.
Dobra te były znane pod różnymi nazwami: Żeleźnikowskie, Gradebickie i Bohdanowskie. Łopacin należał do kolejnych pokoleń Łopacińskich h. Lubicz:
- Bohdana, starosty grodowego mścisławskiego,
- Józefa, rotmistrza zamku mścisławskiego,
- Teodora – do 1542,
- Teodora, podsędka mścisławskiego,
- Wacława, instygatora litewskiego – do ok. 1595,
- Jana Tomasza, rotmistrza mścisławskiego – do 1653,
- Łukasza, rotmistrza mścisławskiego – do 1705,
- Leona, rotmistrza miecznika i mostowniczego mścisławskiego – do 1732,
- Mikołaja Tadeusza, starosty mścisławskiego i wojewody brzeskolitewskiego,
- Jana Nikodema – starosty mścisławskiego, do 1773.

Wieś duchowna położona była w końcu XVIII wieku w województwie mścisławskim.
Po I rozbiorze Polski miejscowość została przyłączona do Rosji w składzie powiatu czerykowskiego guberni mohylewskiej (gm. Malatycze). W 1773 Jan Nikodem Łopaciński zrzekł się tych dóbr na rzecz młodszego brata Tomasza Ignacego, który pozostał na ziemiach zabranych przez Rosję, a sam rozbudował majątek w Szarkowszczyźnie. W 1778 T. Łopaciński sprzedał dobra arcybiskupowi mohylewskiemu Siestrzeńcewiczowi. W 1773 było 281 mieszkańców płci męskiej. W 1858 Łopacin był własnością Zofii Markiewiczowej, z 37 domami i 196 mieszkańcami. 
Od końca I wojny światowej w składzie Białoruskiej SRR. W latach 1924–1926 był siedzibą sielsowietu Łapacina, od 1926 w sielsowiecie Chodasy, a od 1966 w sielsowiecie Muszyna rejonu mścisławskiego.

## Osoby związane z Łopacinem (Łapaciną)
- Wacław Łopaciński - założyciel gałęzi starszej, czyli mścisławskiej Łopacińskich,
- Jan Dominik Łopaciński - biskup żmudzki, ur. 1708,
- Mikołaj Tadeusz Łopaciński - instygator litewski, starosta mścisławski i wojewoda brzeskolitewski, ur. 1715,
- Ignacy Błażej Łopaciński - pamiętnikarz, dramatopisarz, ur. 1722